# Adel Taarabt
Adel Taarabt (en arabe : عادل تاعرابت ), né le 24 mai 1989 à Taza (Maroc), est un footballeur international marocain qui évolue au poste de milieu de terrain ou d'allier au Sharjah FC.
Adel Taarabt commence sa carrière en tant que milieu offensif ou d'ailier ou ses capacités de percussion et de dribbles lui valent d'être reconnu comme un talent très prometteur.
Fort d'une excellente saison en deuxième division anglaise , il peine cependant a confirmé au plus haut niveau en Premier League et quitte le championnat anglais pour l'Italie puis le Portugal.
Alors qu'il enchaîne les prêts il retrouve une stabilité lors de sont passage aux Genoa sans pour autant être un cadre de l'effectif.
C'est au poste de milieu de terrain relayeur qu'il va de nouveau briller avec le club Portugais du Benfica Lisbonne, positionné devant la défense ou dans un milieu a trois , ses talents de dribbleur ainsi que ses qualités de passe lui permettent de retrouver une place importante dans l'effectif.
En 2022 il quitte Benfica et rejoint Al-Nasr où il serra de nouveau positionner de façon plus offensive sur le terrain.

## Biographie

### Enfance et jeunesse
Adel Taarabt est né à Taza. À l'âge de 9 mois, sa famille s'installe à Berre-l'Étang (au nord de Marseille) où il passe son enfance. Il débute au Berre SC puis l'ES Vitrolles et il intègre ensuite le centre de formation du RC Lens à 12 ans. Il a réalisé ses études au collège Paul Langevin d'Avion. C'est là même que se trouve le centre d'entraînement de la Gaillette.

## Carrière en club

### Débuts en Ligue 1
Sa première participation à un match de Ligue 1 a lieu lors du match Sochaux-Lens. Lors d'un match avec la réserve lensoise, il se dispute avec son coéquipier Grégory Vignal après un ballon perdu par le Franco-Marocain. Il quitte le terrain, sans accord de son entraîneur pour un remplacement. Il avouera que Vignal n'aimait pas son style de jeu, le trouvant trop personnel.

### Départ vers l'Angleterre

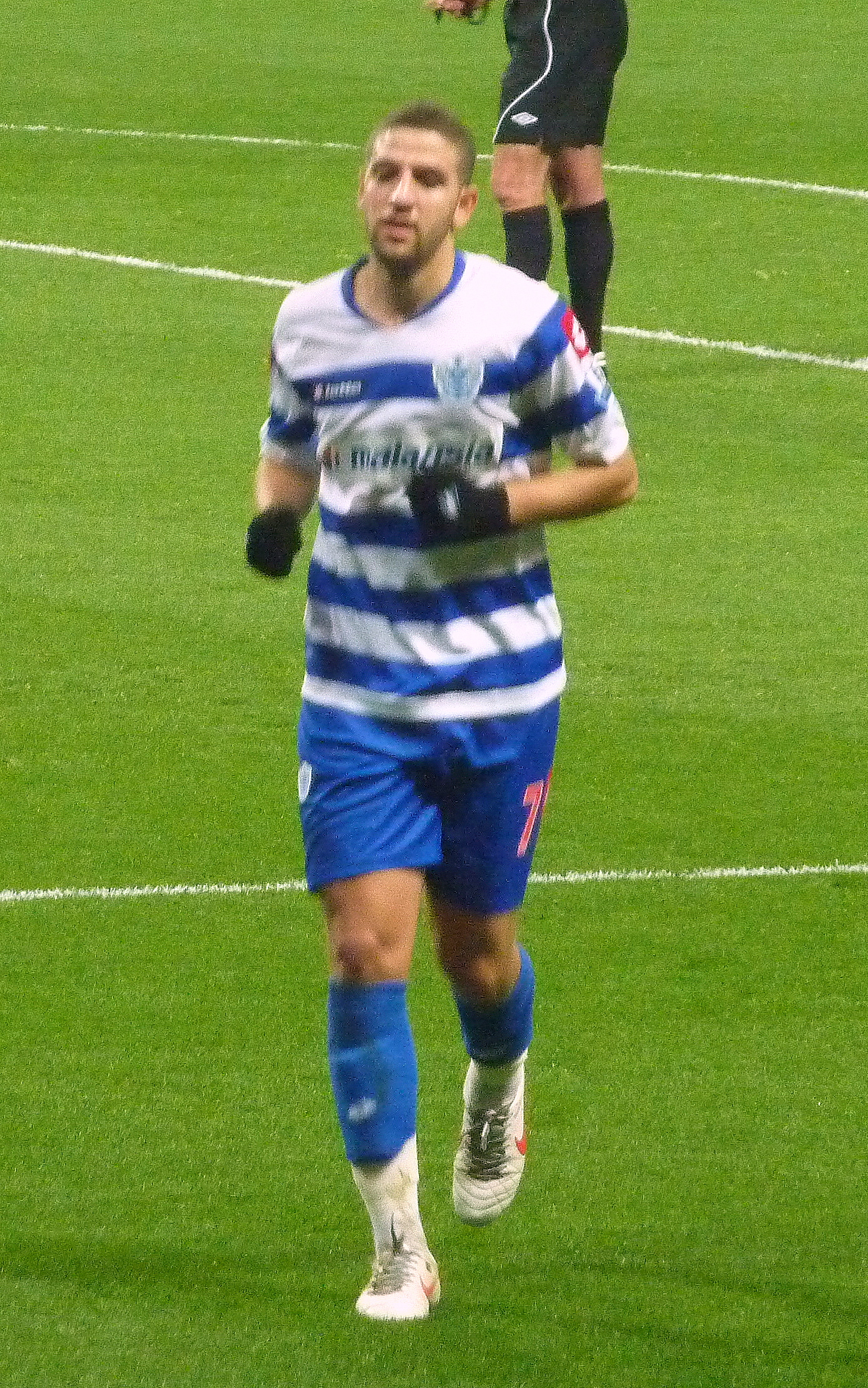
Adel Taarabt avec les Queens Park Rangers.

En janvier 2007, il est prêté à Tottenham, qui lève l'option d'achat à hauteur de 4 millions d'euros en juin 2007. N'arrivant pas à s'imposer en Premier League, en mars 2009, il est prêté par les Spurs aux Queens Park Rangers pour gagner du temps de jeu. Son prêt est renouvelé en juillet 2009 pour la saison 2009-2010.
À l'issue de cette saison, l'option d'achat qui était comprise dans le prêt est levée et le joueur marocain signe alors dans le club de deuxième division anglaise pour trois saisons et une indemnité de transfert de 700 000 € + 464 000 € en cas de remontée du club en fin de saison. Titulaire indiscutable, Taarabt fait rapidement l'unanimité au sein de son club, où les observateurs voient en lui un joueur « prodigieusement talentueux », il est élu meilleur joueur de Championship lors de la saison 2010-2011. La saison 2014/2015 est compliquée pour Taarabt. Il n'est plus titulaire et ne joue que 8 matches toutes compétitions confondues et désire quitter le club en fin de saison.

#### Prêt au Milan AC
En janvier 2014, il est prêté au Milan AC jusqu'à la fin de la saison. Il fait sa première apparition en Serie A face au Napoli et marque son premier but avec les Milanais par la même occasion mais perd le match (défaite 3-1). Le 19 février, il fait sa première apparition en Ligue des Champions face à l'Atlético Madrid.

### Nouvelle étape au Benfica et prêt (2015-2022)
Le 12 juin 2015, Taarabt libre de tout contrat, signe un bail de cinq ans avec Benfica. À la suite d'une interview que les dirigeants du club n'ont pas appréciée, il est licencié le 8 septembre 2016. Entre 2016 et 2019, il évolue avec l'équipe B du Benfica.
Après être resté un an et demi sans disputer le moindre match officiel et n'ayant aucune perspective d'avenir au sein du Benfica, le Marocain est prêté en janvier 2017 au Genoa FC pour une durée de 18 mois dans le but de retrouver du temps de jeu et relancer sa carrière. Il y jouera pratiquement toute la saison mais le club italien, faute de moyens financiers, ne peut l'acheter à la fin de son prêt de un an.
Le 30 mars 2019, avec la venue de Bruno Lage en tant qu’entraîneur, il fait son retour en entrant en jeu à la 71ème minute face au CD Tondela. Il est reconverti en milieu relayeur par son entraineur. Il devient une pièce maîtresse de l’équipe lors de la saison 2019-2020. Il connait sa plus grande victoire avec Benfica (et de toute sa carrière) lors de la victoire de son club 6-0 contre le Maritimio. Il marque son premier but avec le Benfica Lisbonne le 31 janvier 2020 lors de la victoire 3-2 de son équipe contre Belenenses.
Durant la saison 2020-2021 du Benfica, il vit une saison compliquée, d'abord victime d'une déchirure des abducteurs il restera indisponible durant 27 jours et manquera donc 3 matchs, dont la victoire de Benfica 2-0 contre Moreirense, la victoire 3-2 contre Farense et celle 3-0 contre Rio Ave. Il manquera également 3 matchs à cause d'une infection au coronavirus qui durera 10 jours, du 24 novembre au 4 décembre 2020. Il n'a donc pas joué le match nul de son équipe 2-2 contre les Rangers en ligue Europa, la victoire de son équipe 2-1 contre le Maritimio, et la victoire 4-0 contre Lech en Ligue Europa également. Il sera ensuite victime d'une blessure musculaire de 11 jours du 23 avril au 4 mai 2021, le privant de deux matchs : une victoire 2-1 contre Santa Clara, et une victoire 2-0 contre Tondela.
Lors du Classico entre Benfica et Porto qui se soldera par un 1-1 le 6 Mai 2021 il rentre en jeu à la 68ème minute en remplacement du numéro 27 portugais Rafa Silva.
Le 2 septembre 2022, son contrat (le liant au club jusqu'en juin 2023) à Benfica Lisbonne est résilié.

### Al Nasr SC (depuis 2022)
Le 25 septembre 2022, sans club après la résiliation de son contrat à Benfica Lisbonne, il s'engage pour une durée de deux saisons à Al Nasr SC.

### Équipe nationale

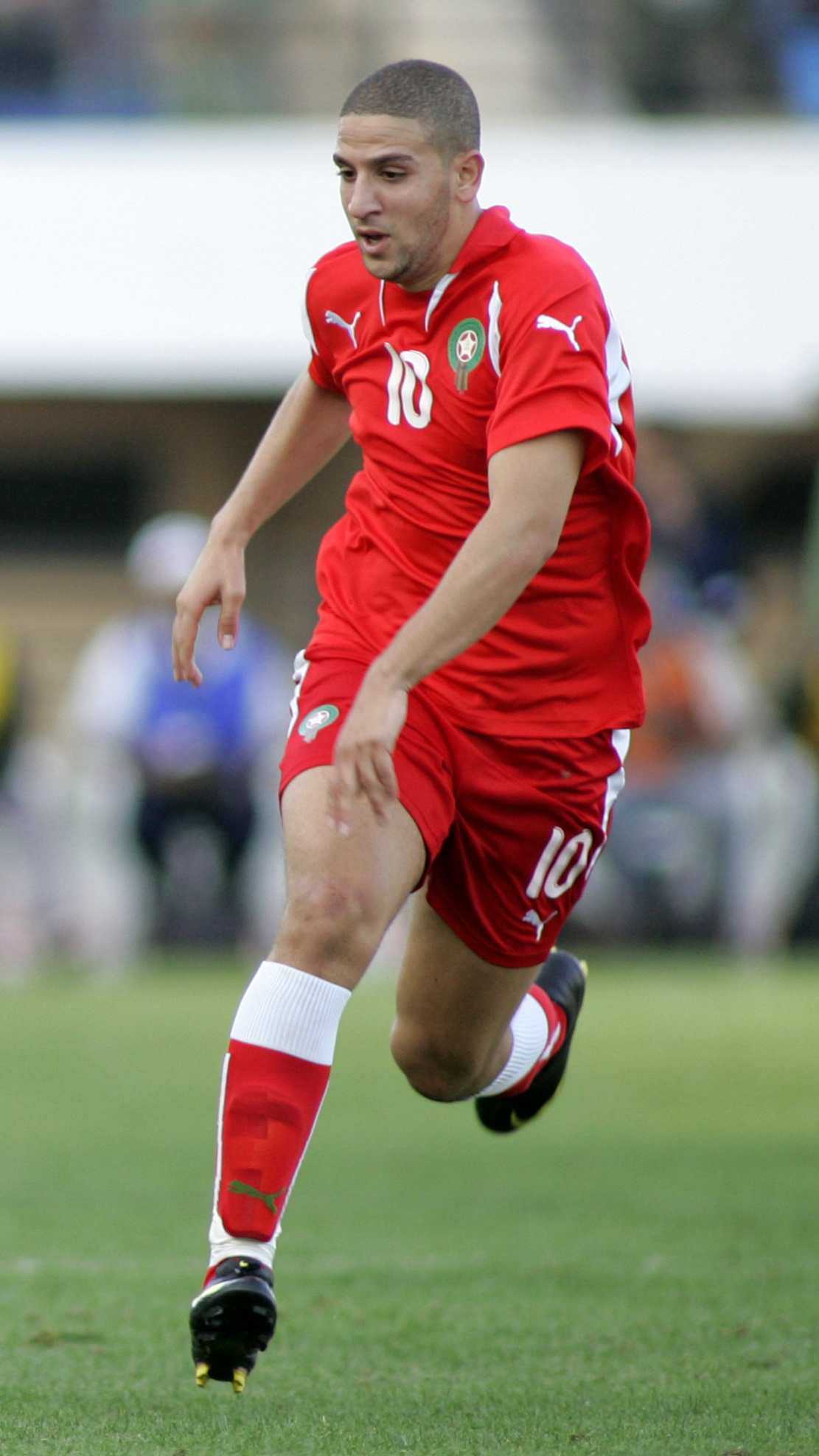
Adel Taarabt avec l'équipe nationale marocaine.

Après avoir fait ses classes avec l'équipe de France -17 puis -19, Taarabt choisit de jouer pour l'équipe nationale de son pays d'origine et fait ses débuts sous les couleurs des « Lions de l'Atlas » face à la République tchèque le 11 février 2009. Il marque son premier but sous les couleurs des Lions de l'Atlas face à l'Angola d'une superbe frappe du milieu de terrain le 31 mars 2009. Il récidive face au Togo puis face au Gabon.
Le 2 juin 2011, il annonce quitter la sélection marocaine après avoir appris qu'il n'était pas titularisé pour le match opposant le Maroc à l'Algérie, match comptant pour la CAN 2012.
Mais, le 23 septembre suivant, il est présélectionné par Erik Gerets pour un match contre la Tanzanie. Titulaire, il marque le deuxième but et est élu homme du match.
Mis à l'écart pendant huit ans, il fait son retour en sélection en août 2019, le nouveau sélectionneur, Vahid Halilhodzic, souhaitant lui redonner sa chance.

## Statistiques

### Statistiques en club
| Saison                | Club                          | Championnat           | Championnat | Championnat | Championnat | Coupe(s) nationale(s) | Coupe(s) nationale(s) | Coupe(s) nationale(s) | Compétition(s) continentale(s) | Compétition(s) continentale(s) | Compétition(s) continentale(s) | Compétition(s) continentale(s) | Total | Total | Total |
| Saison                | Club                          | Division              | M.          | B.          | P.d.        | M.                    | B.                    | P.d.                  | Comp.                          | M.                             | B.                             | P.d.                           | M.    | B.    | P.d.  |
| 2006-2007             | RC Lens                       | 1                     | 1           | 0           | 0           | 1                     | 0                     | 0                     | C3                             | 0                              | 0                              | 0                              | 2     | 0     | 0     |
| Sous-total            | Sous-total                    | Sous-total            | 1           | 0           | 0           | 1                     | 0                     | 0                     | -                              | 0                              | 0                              | 0                              | 2     | 0     | 0     |
| 2006-2007             | Tottenham Hotspur FC          | 1                     | 2           | 0           | 0           | 0                     | 0                     | 0                     | C3                             | 0                              | 0                              | 0                              | 2     | 0     | 0     |
| 2007-2008             | Tottenham Hotspur FC          | 1                     | 6           | 0           | 0           | 1                     | 0                     | 0                     | C3                             | 3                              | 0                              | 0                              | 10    | 0     | 0     |
| 2008-2009             | Tottenham Hotspur FC          | 1                     | 1           | 0           | 0           | 2                     | 0                     | 0                     | C3                             | 0                              | 0                              | 0                              | 3     | 0     | 0     |
| Sous-total            | Sous-total                    | Sous-total            | 9           | 0           | 0           | 3                     | 0                     | 0                     | -                              | 3                              | 0                              | 0                              | 15    | 0     | 0     |
| 2008-2009             | Queens Park Rangers FC (prêt) | 2                     | 7           | 1           | 0           | 0                     | 0                     | 0                     | -                              | -                              | -                              | -                              | 7     | 1     | 0     |
| 2009-2010             | Queens Park Rangers FC (prêt) | 2                     | 41          | 7           | 6           | 3                     | 0                     | 0                     | -                              | -                              | -                              | -                              | 44    | 7     | 6     |
| 2010-2011             | Queens Park Rangers FC        | 2                     | 44          | 19          | 16          | 0                     | 0                     | 0                     | -                              | -                              | -                              | -                              | 44    | 19    | 16    |
| 2011-2012             | Queens Park Rangers FC        | 1                     | 27          | 2           | 2           | 1                     | 0                     | 0                     | -                              | -                              | -                              | -                              | 28    | 2     | 2     |
| 2012-2013             | Queens Park Rangers FC        | 1                     | 31          | 5           | 4           | 2                     | 0                     | 0                     | -                              | -                              | -                              | -                              | 33    | 5     | 4     |
| 2014-2015             | Queens Park Rangers FC        | 1                     | 7           | 0           | 0           | 1                     | 0                     | 0                     | -                              | -                              | -                              | -                              | 8     | 0     | 0     |
| Sous-total            | Sous-total                    | Sous-total            | 157         | 34          | 28          | 7                     | 0                     | 0                     | -                              | 0                              | 0                              | 0                              | 164   | 34    | 28    |
| 2013-2014             | Fulham FC (prêt)              | 1                     | 12          | 0           | 1           | 4                     | 1                     | 0                     | -                              | -                              | -                              | -                              | 16    | 1     | 1     |
| Sous-total            | Sous-total                    | Sous-total            | 12          | 0           | 1           | 4                     | 1                     | 0                     | -                              | 0                              | 0                              | 0                              | 16    | 1     | 1     |
| 2013-2014             | AC Milan (prêt)               | 1                     | 14          | 4           | 2           | 0                     | 0                     | 0                     | C1                             | 2                              | 0                              | 0                              | 16    | 4     | 2     |
| Sous-total            | Sous-total                    | Sous-total            | 14          | 4           | 2           | 0                     | 0                     | 0                     | -                              | 2                              | 0                              | 0                              | 16    | 4     | 2     |
| 2015-2016             | Benfica Lisbonne B            | 2                     | 7           | 1           | 0           | 0                     | 0                     | 0                     | -                              | 0                              | 0                              | 0                              | 7     | 1     | 0     |
| 2018-2019             | Benfica Lisbonne B            | 2                     | 3           | 0           | 2           | 0                     | 0                     | 0                     | -                              | 0                              | 0                              | 0                              | 3     | 0     | 2     |
| Sous-total            | Sous-total                    | Sous-total            | 10          | 1           | 2           | 0                     | 0                     | 0                     | -                              | 0                              | 0                              | 0                              | 10    | 1     | 2     |
| 2016-2017             | Genoa CFC (prêt)              | 1                     | 6           | 0           | 3           | 0                     | 0                     | 0                     | -                              | -                              | -                              | -                              | 6     | 0     | 3     |
| 2017-2018             | Genoa CFC (prêt)              | 1                     | 22          | 2           | 2           | 1                     | 0                     | 0                     | -                              | -                              | -                              | -                              | 23    | 2     | 2     |
| Sous-total            | Sous-total                    | Sous-total            | 28          | 2           | 5           | 1                     | 0                     | 0                     | -                              | 0                              | 0                              | 0                              | 29    | 2     | 5     |
| 2018-2019             | Benfica Lisbonne              | 1                     | 6           | 0           | 0           | 1                     | 0                     | 0                     | C1+C3                          | 0                              | 0                              | 0                              | 7     | 0     | 0     |
| 2019-2020             | Benfica Lisbonne              | 1                     | 24          | 1           | 1           | 8                     | 0                     | 1                     | C1+C3                          | 4+2                            | 0                              | 1+0                            | 38    | 1     | 3     |
| 2020-2021             | Benfica Lisbonne              | 1                     | 26          | 0           | 3           | 9                     | 0                     | 2                     | C1+C3                          | 1+6                            | 0                              | 0+1                            | 42    | 0     | 6     |
| 2021-2022             | Benfica Lisbonne              | 1                     | 19          | 1           | 4           | 6                     | 0                     | 1                     | C1                             | 13                             | 0                              | 0                              | 38    | 1     | 5     |
| Sous-total            | Sous-total                    | Sous-total            | 75          | 2           | 8           | 24                    | 0                     | 4                     | -                              | 26                             | 0                              | 2                              | 125   | 2     | 14    |
| Total sur la carrière | Total sur la carrière         | Total sur la carrière | 305         | 43          | 44          | 39                    | 1                     | 4                     | -                              | 28                             | 0                              | 2                              | 372   | 44    | 50    |

### Matchs internationaux
| Matchs internationaux d'Adel Taarabt | Matchs internationaux d'Adel Taarabt | Matchs internationaux d'Adel Taarabt           | Matchs internationaux d'Adel Taarabt | Matchs internationaux d'Adel Taarabt | Matchs internationaux d'Adel Taarabt | Matchs internationaux d'Adel Taarabt     | Matchs internationaux d'Adel Taarabt |
| 0                                    | Date                                 | Lieu                                           | Adversaire                           | Score                                | Résultats                            | Compétitions                             |                                      |
| ------------------------------------ | ------------------------------------ | ---------------------------------------------- | ------------------------------------ | ------------------------------------ | ------------------------------------ | ---------------------------------------- | ------------------------------------ |
| 1                                    | 11 février 2009                      | Stade Mohammed-V, Casablanca, Maroc            | Tchéquie                             | -                                    | 0-0                                  | Match amical                             |                                      |
| 2                                    | 28 mars 2009                         | Stade Mohammed-V, Casablanca, Maroc            | Gabon                                | -                                    | 1-2                                  | Éliminatoires Coupe du monde 2010        |                                      |
| 3                                    | 31 mars 2009                         | Stade du Restelo, Lisbonne, Portugal           | Angola                               | 0-1                                  | 0-2                                  | Match amical                             |                                      |
| 4                                    | 12 août 2009                         | Complexe sportif Moulay-Abdallah, Rabat, Maroc | Congo                                | -                                    | 1-1                                  | Match amical                             |                                      |
| 5                                    | 6 septembre 2009                     | Stade de Kégué, Lomé, Togo                     | Togo                                 | 1-1                                  | 1-1                                  | Éliminatoires Coupe du monde 2010        |                                      |
| 6                                    | 10 octobre 2009                      | Stade Omar-Bongo, Libreville, Gabon            | Gabon                                | 3-1                                  | 3-1                                  | Éliminatoires Coupe du monde 2010        |                                      |
| 7                                    | 14 novembre 2009                     | Complexe sportif de Fès, Fès, Maroc            | Cameroun                             | -                                    | 0-2                                  | Éliminatoires Coupe du monde 2010        |                                      |
| 8                                    | 11 août 2010                         | Complexe sportif Moulay-Abdallah, Rabat, Maroc | Guinée équatoriale                   | -                                    | 2-1                                  | Match amical                             |                                      |
| 9                                    | 9 février 2011                       | Grand Stade de Marrakech, Marrakech, Maroc     | Niger                                | -                                    | 3-0                                  | Match amical                             |                                      |
| 10                                   | 27 mars 2011                         | Stade du 19-Mai-1956, Annaba, Algérie          | Algérie                              | -                                    | 1-0                                  | Qualifications à la Coupe d'Afrique 2012 |                                      |
| 11                                   | 9 octobre 2011                       | Grand Stade de Marrakech, Marrakech, Maroc     | Tanzanie                             | 2-1                                  | 3-1                                  | Qualifications à la Coupe d'Afrique 2012 |                                      |
| 12                                   | 11 novembre 2011                     | Grand Stade de Marrakech, Marrakech, Maroc     | Ouganda                              | -                                    | 0-1                                  | Coupe LG (en) 2011                       |                                      |
| 13                                   | 13 novembre 2011                     | Grand Stade de Marrakech, Marrakech, Maroc     | Cameroun                             | -                                    | 1-1, 2-4tab                          | Coupe LG (en) 2011                       |                                      |
| 14                                   | 23 janvier 2012                      | Stade d'Angondjé, Libreville, Gabon            | Tunisie                              | -                                    | 1-2                                  | Coupe d'Afrique 2012                     |                                      |
| 15                                   | 27 janvier 2012                      | Stade d'Angondjé, Libreville, Gabon            | Gabon                                | -                                    | 3-2                                  | Coupe d'Afrique 2012                     |                                      |
| 16                                   | 9 septembre 2012                     | Estádio da Machava (en), Maputo, Mozambique    | Mozambique                           | -                                    | 2-0                                  | Qualifications à la Coupe d'Afrique 2013 |                                      |
| 17                                   | 11 octobre 2013                      | Stade Adrar, Agadir, Maroc                     | Afrique du Sud                       | -                                    | 1-1                                  | Match amical                             |                                      |
| 18                                   | 5 mars 2014                          | Grand Stade de Marrakech, Marrakech, Maroc     | Gabon                                | -                                    | 1-1                                  | Match amical                             |                                      |
| 19                                   | 6 septembre 2019                     | Grand Stade de Marrakech, Marrakech, Maroc     | Burkina Faso                         | -                                    | 1-1                                  | Match amical                             |                                      |
| 20                                   | 10 septembre 2019                    | Grand Stade de Marrakech, Marrakech, Maroc     | Niger                                | -                                    | 1-0                                  | Match amical                             |                                      |
| 21                                   | 11 octobre 2019                      | Stade d'honneur d'Oujda, Oujda, Maroc          | Libye                                | -                                    | 1-1                                  | Match amical                             |                                      |
| 22                                   | 15 octobre 2019                      | Stade Ibn-Batouta, Tanger, Maroc               | Gabon                                | -                                    | 3-2                                  | Match amical                             |                                      |
| 23                                   | 15 novembre 2019                     | Complexe sportif Moulay-Abdallah, Rabat,Maroc  | Mauritanie                           | -                                    | 0-0                                  | Éliminatoires de la CAN 2021             |                                      |
| 24                                   | 13 novembre 2020                     | Stade Mohammed-V, Casablanca,Maroc             | Centrafrique                         | -                                    | 4-1                                  | Éliminatoires de la CAN 2021             |                                      |
| 25                                   | 17 novembre 2020                     | Stade de la Réunification, Douala,Cameroun     | Centrafrique                         | -                                    | 0-2                                  | Éliminatoires de la CAN 2021             |                                      |
| 26                                   | 30 mars 2021                         | Complexe sportif Moulay-Abdallah, Rabat,Maroc  | Burundi                              | -                                    | 1-0                                  | Éliminatoires de la CAN 2021             |                                      |
| 27                                   | 8 juin 2021                          | Complexe sportif Moulay-Abdallah, Rabat, Maroc | Ghana                                | -                                    | 1-0                                  | Match amical                             |                                      |
| 28                                   | 12 juin 2021                         | Complexe sportif Moulay-Abdallah, Rabat, Maroc | Burkina Faso                         | -                                    | 1-0                                  | Match amical                             |                                      |

## Palmarès

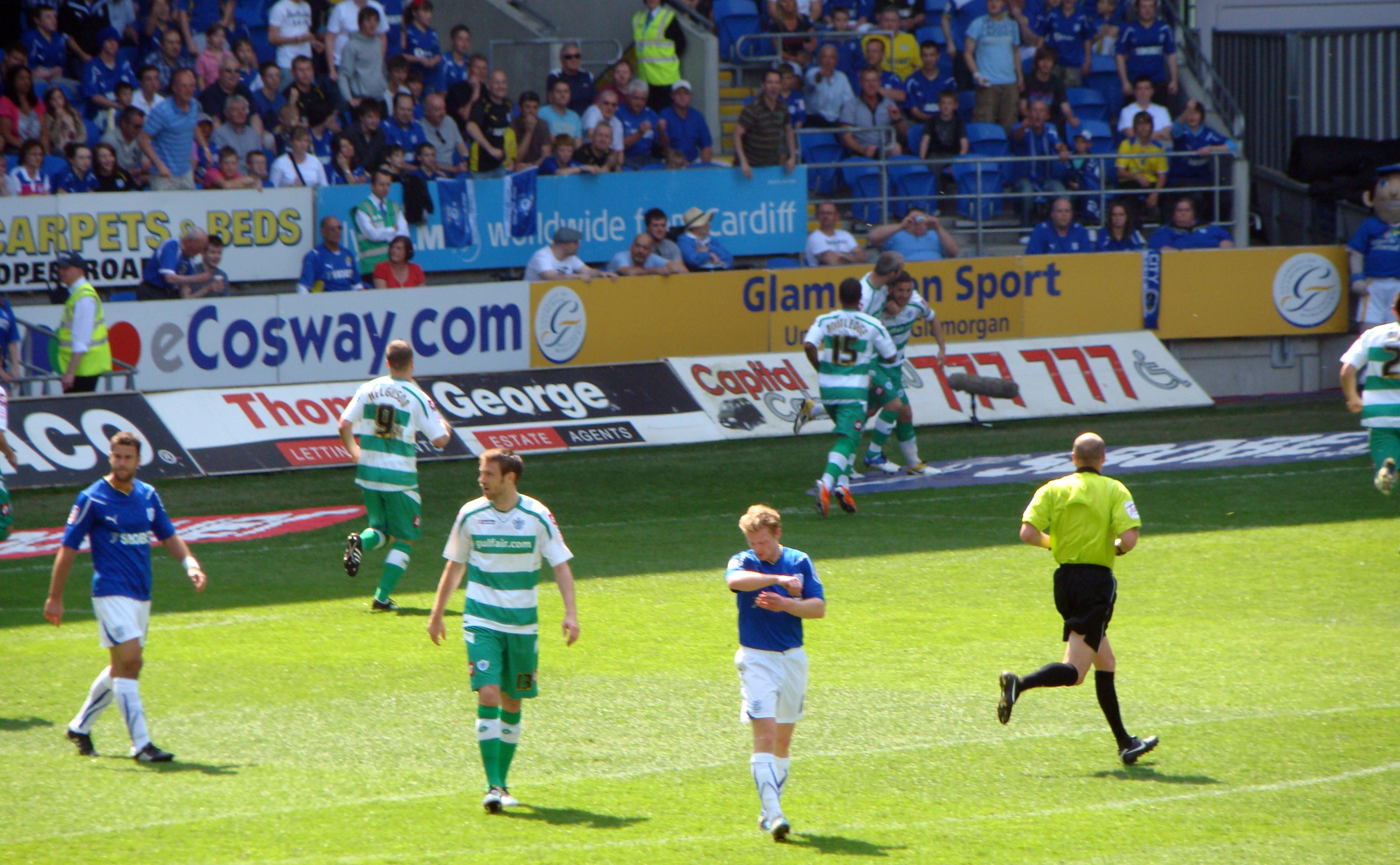
Adel Taarabt célébrant un but avec les Queens Park Rangers contre Cardiff City en 2011.

Queens Park Rangers
- Championship (1)
  - Champion en 2010-2011

 Tottenham Hotspur
- Coupe de la Ligue anglaise (1)
  - Vainqueur en 2008

 Benfica Lisbonne
- Championnat du Portugal (1)
  - Champion en 2018-2019
- Supercoupe du Portugal (1)
  - Vainqueur en 2019
- Coupe du Portugal
  - Finaliste : 2020 et 2021
- Coupe de la Ligue
  - Finaliste : 2022

 Sharjah FC
- Ligue des champions 2 (1)
  - Vainqueur en 2025

### Distinctions personnelles
- Vainqueur du trophée meilleur espoir arabe 2011
- Joueur du mois d’août 2010 de Championship[20].
- Meilleur joueur du Championship en 2010-2011
- Meilleur passeur du Championship en 2010-2011 (16 passes décisives)
- Nommé dans l'équipe de la saison 2010-2011[21]
- Meilleur jeune joueur de Queens Park Rangers en 2009–2010
- Meilleur jeune joueur de Queens Park Rangers en 2011–2012